# Seishun Boku / Seishun Ore
 Seishun Boku / Seishun Ore  (青春 僕 / 青春 俺) est un single "double-face A", dont le premier titre est attribué à Mari Yaguchi et le second au groupe masculin Air Band. Il sort le 25 mars 2009 au Japon sous le label hachama. Il atteint la 6e place du classement de l'Oricon, et reste classé pendant neuf semaines. Il sort uniquement au format CD+DVD, incluant un DVD avec les clips vidéo des deux titres. Les premiers exemplaires du disque (first press) incluent une carte de collection.
Les deux chansons ont été utilisées comme génériques de fin successifs de l'émission télévisée Quiz! Hexagon II (en) à laquelle Mari Yaguchi participe et dans le cadre de laquelle le groupe Air Band a été créé. La chanson de Yaguchi figurera sur la compilation de fin d'année du Hello! Project Petit Best 10.
C'est le premier single avec un titre en solo de la chanteuse, et son dernier disque à sortir alors qu'elle est encore membre du Hello! Project, qu'elle quitte six jours plus tard. Elle n'avait plus enregistré de disque depuis son départ du groupe Morning Musume quatre ans auparavant.

## Liste des titres
CD
1. Seishun Boku  (青春 僕?) / Mari Yaguchi (矢口真里?)
2. Seishun Ore  (青春 俺?) / Air Band (エアバンド?)
3. Seishun Boku (Instrumental) (青春 僕?)
4. Seishun Ore (Instrumental) (青春 俺?)

DVD
1. Seishun Boku  (青春 僕?) (clip vidéo)
2. Seishun Ore  (青春 俺?) (clip vidéo)